# Cider with Rosie
Cider with Rosie is een boek van de Britse auteur Laurie Lee. Het boek is in 1959 uitgebracht en is het eerste boek van zijn semi-autobiografische trilogie.

## Verhaal
Cider with Rosie markeert het einde van een periode. Het verhaal begint in het laatste jaar van de Eerste Wereldoorlog, toen David Lloyd George (1863-1945) premier was en Koningin Victoria's kleinzoon George V (1865-1936) op de troon zat.
Het boek beschrijft jeugd en puberteit van Lee en bevat de magie van een kind dat de wereld verkent. Zijn wereld was doortrokken van dorpstradities.
Hoofdstuk 1 van het boek, Het eerste licht, behandelt de visie op de wereld van de drie jaar oude hoofdpersonage, Laurie Lee. Hij is kleiner dan de meeste dingen om hem heen en hij herinnert zich dat hij tussen de ornamenten op de vreemde vloer kroop.
In hoofdstuk 3, Dorpsschool, staat een opmerkelijk stuk waarin Lee zijn hele schoolopleiding in ongeveer 15 minuten lezen de revue passeert.
Op school ontmoeten we voor het eerst de jongens en meisjes die zijn hele dorpsleven bij hem blijven. Zoals ook Rosie Burdock, die hij kust en met wie hij cider drinkt in het hoofdstuk De eerste hap van de appel.
Een van de boeiendste personages van Cider with Rosie is zonder meer de moeder van Lee. Hij wijdt een heel hoofdstuk aan deze hard werkende vrouw. Ze werd geboren in 1880, ging van school op haar dertiende en omdat haar zieke moeder niet voor haar vijf zoontjes kon zorgen, werden die vroeg aan haar verantwoordelijkheid overgelaten. Hoewel ze maar weinig opleiding had genoten, bezat ze een natuurlijke nieuwsgierigheid. Ze speelde piano, citeerde gedichten, tekende bloemen, tuinierde graag en vertelde haar kinderen prachtige verhalen. Laurie Lee verbaast zich erover dat deze hard werkende moeder nog de tijd vond om haar kinderen te onderrichten omtrent de schoonheid van de natuur en de kunst - iets wat hem altijd bijgebleven is.
In de resterende hoofdstukken van het boek schrijft Lee vrijuit over het dorp en zijn inwoners, de zonderlingen en de paria's, de dorpsjongens en -meisjes, de juffrouwen en meesters, de jonge mannen en vrouwen, de oudere leden van de gemeenschap, de landheer en de dominee. Hij beschrijft de manier van het leven in het dorp prachtig en gedetailleerd.
Ook schrijft hij in het boek over de basale economische omstandigheden in die tijd, over wat de mensen aten en droegen en het soort huizen waarin ze woonden.